# Vojenská policie

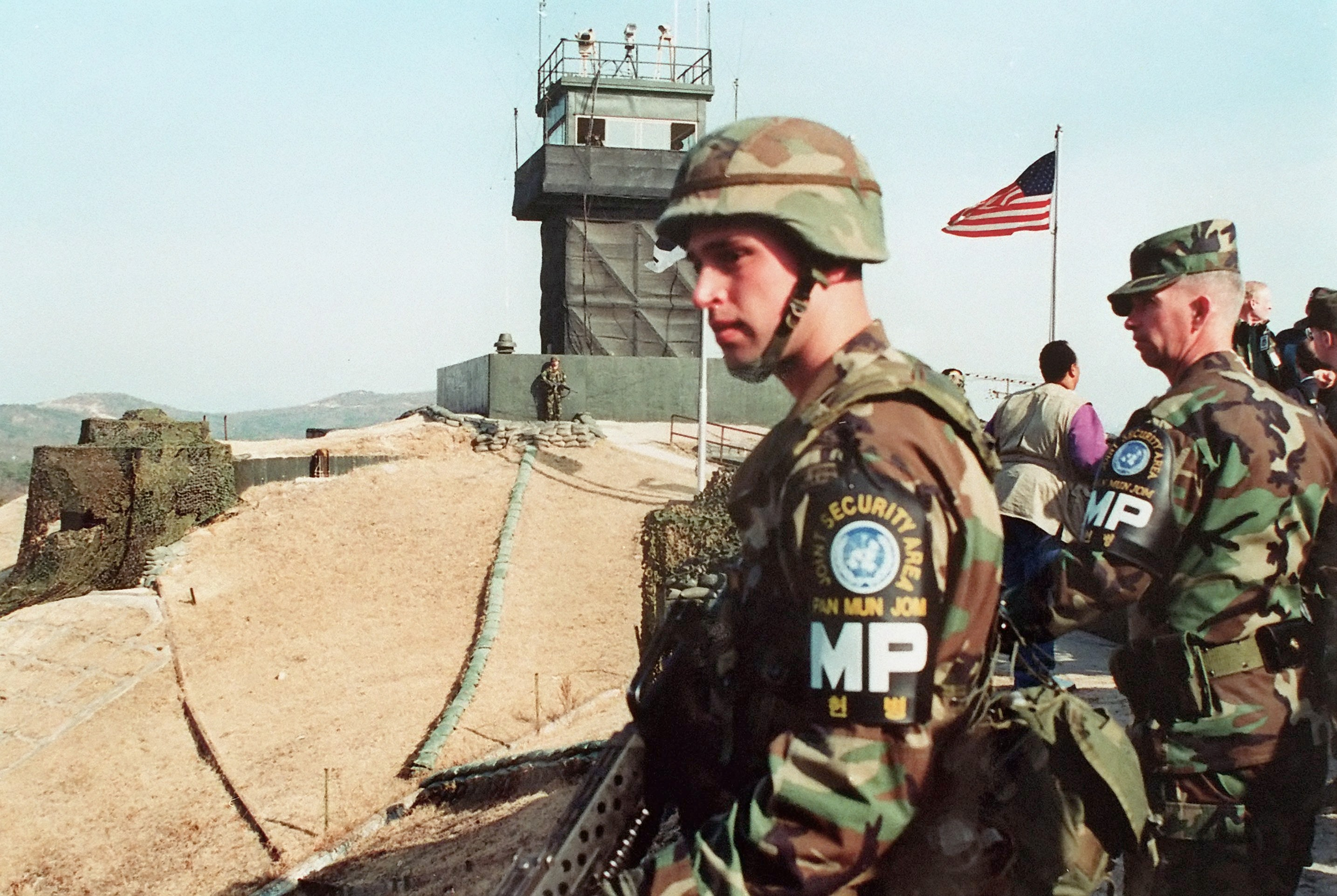
Hlídka americké vojenské policie v demilitarizované zóně v Koreji

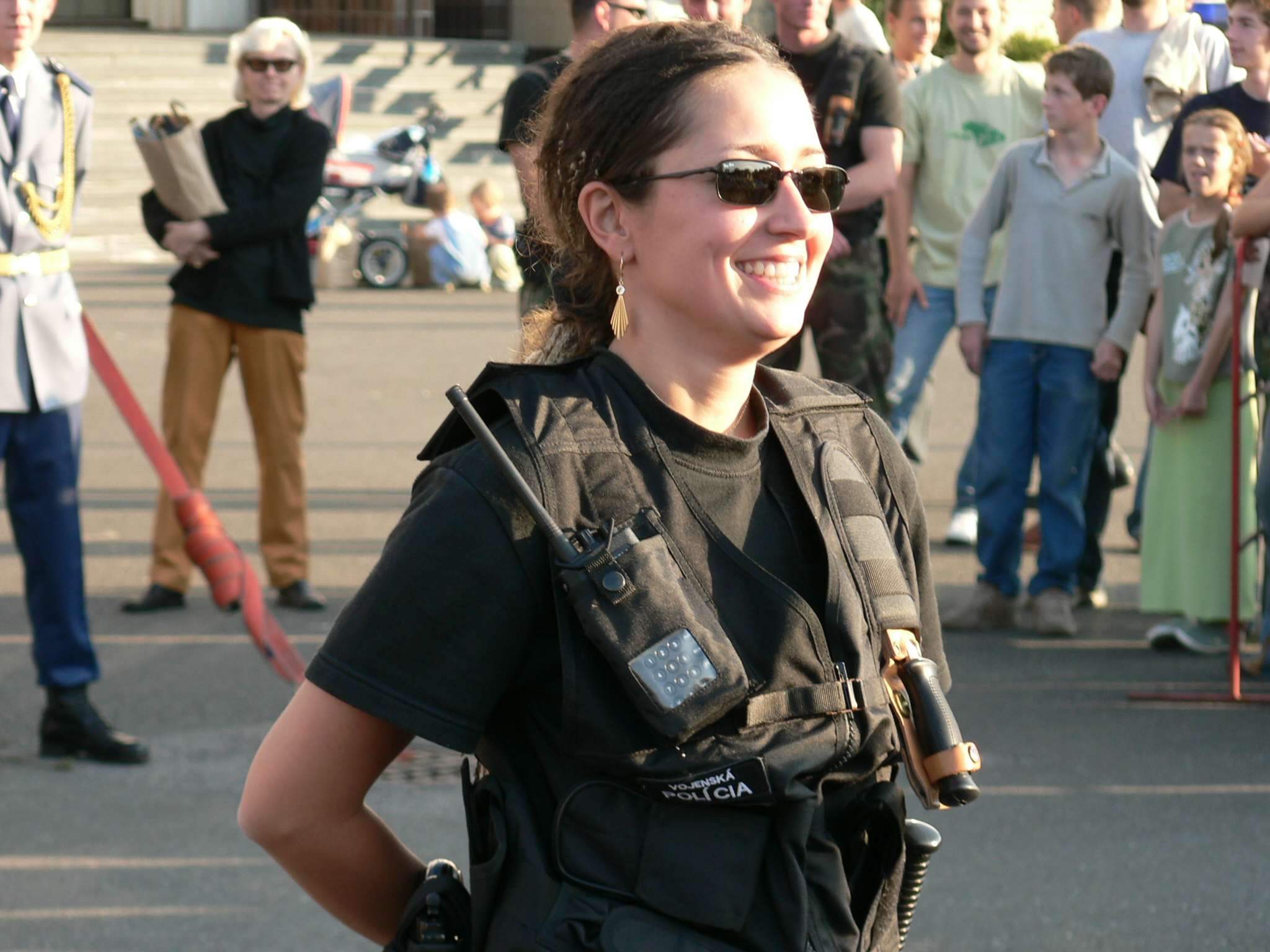
Vojenská policistka Ozbrojených sil Slovenské republiky

Vojenská policie je zvláštní policejní sbor, který působí v armádě. Do jeho působnosti patří dohlížení na dodržování právních předpisů, zabezpečování kázně a pořádku ve vojenských objektech a mezi vojáky včetně působnosti v trestním řízení. 

## Charakteristika
Dále vykonává ostrahu vojenských objektů, zajišťuje osobní bezpečnost vyšších důstojníků a dalších chráněných osob, zabezpečuje nakládání s válečnými zajatci a v případě potřeby řídí dopravu. V mnoha zemích, v nichž existuje oddělený vojenský soudní a vězeňský systém, vojenská policie spravuje zvláštní vojenská vězení. V různých zemích se konkrétní oblasti působnosti vojenské policie liší, někde jsou širší a někde užší. Příslušníci vojenské policie nejsou primárně určeni k vojenskému nasazení v bojích na válečné frontě, zejména při organizování a doprovodu vojenských konvojů se ale do blízkosti bojů mohou snadno dostat. Většinou je však vojenská policie určena pro udržování pořádku v týlu a pro jeho obranu.
V některých zemích působnost vojenské policie vykonává četnictvo jako vojensky organizovaný policejní sbor. V těchto zemích četnictvo vykonává policejní pravomoci jak vůči civilnímu obyvatelstvu, tak i vůči vojákům. Pokud je však vojenská policie organizována jako samostatný sbor v rámci armády, zpravidla proti nevojenským osobám může zakročovat jen v případech, kdy se nalézají ve vojenských objektech nebo pokud takové objekty ohrožují.